# 龔銘
龔銘（？—17世紀），字應禎，湖廣人，南明政治人物。

## 生平
龔銘是李定國的幕客，擔任永昌府同知，留守貴陽府。李定國斬殺尼堪後曾應孫可望召，他派人向李定國指出孫可望預謀殺害他，因此定國沒有前行。其後他以中書舍人超升兵部右侍郎，和吏部的金維新掌握兩部事務。馬吉翔被拘捕，向金維新和龔銘獻媚歌頌：「晉王功高，是二人的功勞。今晉王受封，二人亦應接受獎賞。如我可以服侍皇上，一定對他說。」二人非常高興，向李定國勸說，使得馬吉翔得再復用。自此，朝廷票擬閣臣昏暗，金維新和他敗壞朝政，馬吉翔藉為外援，文選郎中宋光祖受他們指使。李定國到永昌後殺死金維新，龔銘不知所終。

## 引用
1. 1 2  錢海岳《南明史·卷五十六·列傳第三十二》：時（李）定國幕客龔銘字應禎，湖廣人，永昌同知，留貴陽。定國斬尼堪，將應（孫）可望召。銘急足間告變，定國乃不行。至是，亦以中書舍人超擢兵部右侍郎，同（吏部金維新）用事。二部啟事，必繇二人。
2. ↑  錢海岳《南明史·卷五十六·列傳第三十二》：初（馬）吉翔被拘，媚之自頌曰：「晉王功高，二公為之提絮。今晉王封，二公亦當不次膺賞。如吉翔得侍上，當為言之。」維新、銘大悅，言於定國，吉翔得復用。自是票擬閣臣陰相雷同，維新、銘恣行其私，吉翔藉為外援，文選郎中宋光祖惟其指使。……定國乃定幸永昌……（維新）以小嫌，為定國杖斃。銘，不知所終。